# Lista över fotbollstermer
Fotbollstermer är dels relaterade till begrepp runt fotbollens regler samt uttryck myntade av spelare, ledare eller experter inom fotboll, exempelvis 6-poängsmatch. Detta är en lista över termerna och dessas innebörd. Ett antal av följande termer används även i många andra bollsporter.
Fotboll är en lagsport som ofta benämns som världens populäraste sport   Enligt en undersökning genomförd av FIFA som publicerades 2001 spelas fotboll regelbundet av över 240 miljoner människor från mer än 200 länder. Fotbolls-VM för herrar, som arrangeras vart fjärde år, är det mest beskådade sportevenemanget i världen där VM-finalen 2006 beräknas ha setts i direktsändning av 715 miljoner TV-tittare världen över.

## 0–9

En fotbollsplan

- 12:e spelaren: Ett uttryck som används för ett starkt publikstöd på en arena, normalt används uttrycket för lag med stor hemmapublik som ger sitt lag ett stöd och motiverar laget så att det upplevs som om de spelade med en extra, 12:e, man i laget (mot normala 11).
- 2-3-5, 4-4-2, 4-5-1 etcetera: sifferkombinationer som beskriver olika spelsystem inom fotboll
- 6-poängsmatch : ett uttryck som beskriver betydelsen av en seger i en match mellan två konkurrerande lag som ligger på ungefär samma poäng i tabellen. Då seger ger tre poäng så blir den relativa skillnaden i poäng mellan lagen sex poäng, ena laget vinner tre poäng jämfört med konkurrenten som förlorar tre poäng.

## A
- Amatör : en oavlönad spelare, till skillnad från ett proffs som får betalt. Se amatör.
- Anfallare eller anfallsspelare : en spelare i den främre anfallslinjen i ett fotbollslag vars uppgift i första hand är att göra mål samt leda lagets offensiv. Se Anfallare (fotboll).
- Assist: den passning från en medspelare som leder till att en spelare kan göra mål. I fotbollssammanhang förs ofta statisk över en spelares antal assist och mål. Se Assist.
- Assisterande domare : ett domarteam består normalt av en huvuddomare, två assisterande domare, även kallade linjedomare samt i vissa sammanhang en fjärdedomare. Assisterande domarens främsta uppgift är att utifrån sin position utefter sidlinjen bedöma om spelare är offside. Se Assisterande domare.[5]
- Avblåsning : då domaren stoppar spelet genom att blåsa i sin visselpipa.[6]
- Avbytare : ett lag får nominera ett antal avbytare som kan bytas in under match istället för någon av de ursprungliga elva spelarna i förstaelvan till exempel vid skada eller förändring av taktik.[7]
- Avbytarbänk : de sittplatser inom det tekniska området utefter sidlinjen som är avsedda för lagets avbytare och tränare. [8]
- Avsiktlig hands : när en utespelare medvetet tar bollen med handen som en kalkylerad risk för att skaffa egna laget fördel. Exempel på avsiktlig hands är när en utespelare stoppar bollen med handen på egen mållinje för att förhindra att den går mål. Avsiktlig hands beivras alltid med Gult kort eller Rött kort och Frispark eller om förseelsen sker inom straffområdet med straffspark. Se även oavsiktlig hands.
- Avsiktlig ruff : ett regelbrott som görs medvetet och som en kalkylerad risk för att skaffa egna laget fördel. Exempel på avsiktlig ruff är när en utespelare tar bollen med handen för att förhindra att motståndarna gör mål eller hålla fast en motståndare i tröjan för att förhindra att han gör mål. Avsiktlig ruff beivras alltid med Gult kort eller Rött kort.
- Avspark : igångsättning av spelet som görs i början av varje halvlek och efter varje mål. Bollen placeras på mittpunkten och spelas framåt, normalt rullas den bara fram någon meter till en medspelare som sedan passar den vidare. [6]
- Avstängning : fotbollsspelare kan bli avstängd av fotbollsförbundet som resultat av regelbrott och förseelser i en match. En utvisning resulterar normalt i avstängning i en eller fler av lagets kommande matcher. Se Avstängning (sport)

## B
- Back: en spelare i försvarslinjen i ett fotbollslag vars uppgift i första hand är att försvara och förhindra att motståndarna gör mål. Se back
- Bakåtpassningsregeln: en regel som infördes för att snabba upp spelet. Regeln innebär att målvakten inte får använda händerna (men kan använda fötter eller huvud) för att stoppa eller fånga bollen då den spelas tillbaka av en egen medspelare.[9] Se Bakåtpassningsregel (fotboll)
- Benskydd : ett obligatoriskt skydd av plast eller gummi som bärs under fotbollstrumporna för att skydda smalben och anklar.[10]
- Bicykleta : en konstspark där en spelare snurrar runt i luften och sparkar bollen trots att den befinner sig ovanför hans/hennes eget huvud. Se cykelspark.
- Boll : det runda objektet som gett spelet dess namn. Spelet går ut på att förpassa fotbollen i motståndarnas målbur. Se fotboll (boll) [11]
- Bollhållare: Den spelare som för tillfället har bollen under kontroll.
- Bollpojke : en av flera ungdomar som under en match har till uppgift att hämta fotbollen när den har hamnat utanför spelplanen.
- Bortaklack : bortalagets medföljande supportrar bland publiken. Se Klack (grupp av människor).
- Bortalag : en match består normalt av ett hemmalag och ett bortalag, bortalaget är det lag som inte spelar på sin hemmaplan. Se även Hemmaplan.
- Bortamålsregeln : en regel som tillämpas i utslagsturneringar (cup) för att avgöra vilket lag som är vinnare ifall det sammanlagda resultatet är oavgjort vid full tid. Se Bortamålsregeln.[12]
- Bosmanfall : en spelare som fritt, utan köpesumma, lämnar en klubb för en annan efter avslutat kontrakt. Se Bosmandomen.
- Byte : under en match får ett lag byta någon av spelarna på planen mot en avbytare på bänken. Normalt tillåts tre byten i en match. Se avbytare
- Bryta : att bryta en passning eller att bryta ett uppspel, det vill säga att stoppa och erövra bollen från motståndarna.

## C

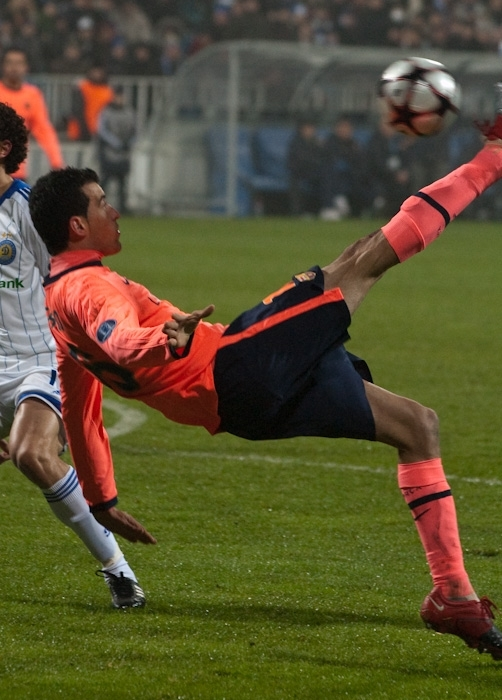
En spelare försöker på en cykelspark

- Center eller centerforward : den anfallsspelare som spelar i mitten av anfallsspelet, oftast den mest offensiva och med tröja nummer 9. Se *Anfallare (fotboll).
- Centerhalv eller mittback: de försvarsspelare som spelar i mitten av försvaret. Uttrycket härstammar från halvbackarna i de tidiga spelsystemen 2-3-5. Se Försvarare (fotboll).
- Cupturnering : ett tävlingsformat i form av direktutslagning. Se cup.
- Cupmatch : en match i en cupturnering (i motsats till ligamatch).
- Cykelspark : en konstspark där en spelare snurrar runt i luften och sparkar bollen trots att den befinner sig ovanför hans/hennes eget huvud. Se cykelspark.

## D

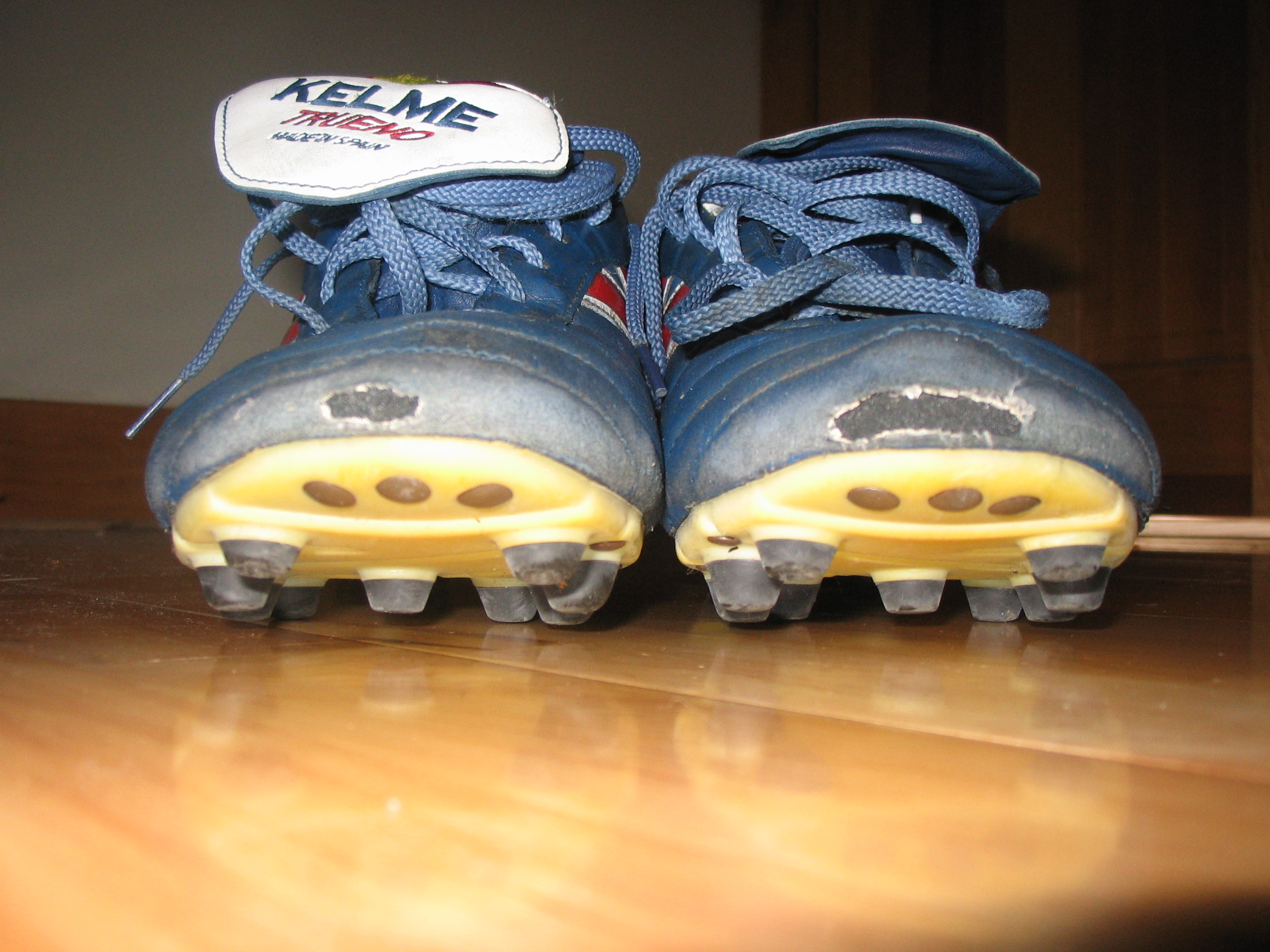
Fotbollsskor med dobbar

- Debut : en spelares första match för laget.
- Defensiv : ett lags försvarsspel eller taktik. En defensiv taktik har fler spelare i försvaret och fokuserar i första hand på att försvara sig i motsats till en offensiv taktik med fokus på anfallsspelet. Se spelsystem.
- Derby : en match mellan två rivaliserande lag från samma ort eller område, till exempel, AIK och Djurgårdens IF.
- Division : nivån för en fotbollsserie i ett seriesystem, där division 1 utgör den högsta nivån, till exempel Allsvenskan i Sverige samt Premier League i England, och nästa nivå blir division 2 etcetera.
- Domare : domaren är den neutrala part som dömer en fotbollsmatch och skall se till att reglerna efterlevs och ingripa om så inte är fallet. Se Domaren (fotboll).[13]
- Dribbling : att med bollkänsla och skicklighet kunna ta sig förbi en motståndare med bollen under kontroll. Se dribbler
- Droppa bollen : ett sätt att starta spelet på nytt utan att ge fördel till någondera laget efter att domaren tillfälligt stoppat spelet. [6]
- Dobbar : små stift av gummi eller plast på undersidan av fotbollsskor för att ge bättre grepp mot underlaget.
- Dobbarna upp : en tackling som utförs med fötter ovan marken och med dobbarna mot motståndaren och som normalt resulterar i frispark och varning eller utvisning.
- Dubbeln : när ett lag lyckas vinna både den inhemska ligan och cupen, det vill säga, vinna dubbla mästerskap under en och samma säsong. Se Dubbeln.
- Dämpa : att en spelare tar emot en höjdboll, tar ned den med foten och har den under kontroll på marken.
- Dödens grupp : en grupp i ett slutspel med ovanligt starka och jämna lag och där antalet platser för fortsatt avancemang är färre än antalet lag.

## E

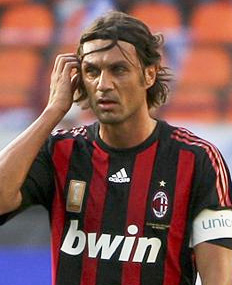
Enklubbsspelaren Paolo Maldini som spelade mer än 600 matcher under sin 25-åriga karriär, alla dock för en och samma klubb, AC Milan.

- EM: Förkortning för Europamästerskapet i fotboll. Se Europamästerskap i fotboll.
- En mot en : en situation där en attackerande spelare enbart har en motståndare i form av deras målvakt.
- Enklubbsspelare : en spelare som varit trogen mot sin klubb under hela karriären och aldrig spelat för någon annan klubb.
- Ersättare : en spelare som inte deltar i matchen från start utan kan bytas in under matchen. Se avbytare.[14]
- Ett tillslag : ett lags sätt att spela där lagets spelare snabbt passar bollen mellan sig genom att bara beröra den en gång. Sättet används även i träningssammanhang för att öva upp spelarnas reaktion och uppfattningsförmåga.
- Ett-två : ett spelmoment där den förste spelaren i moment 1 passar till en medspelare och springer förbi en motståndare till en ny position dit medspelaren snabbt returnerat bollen (moment 2).

## F

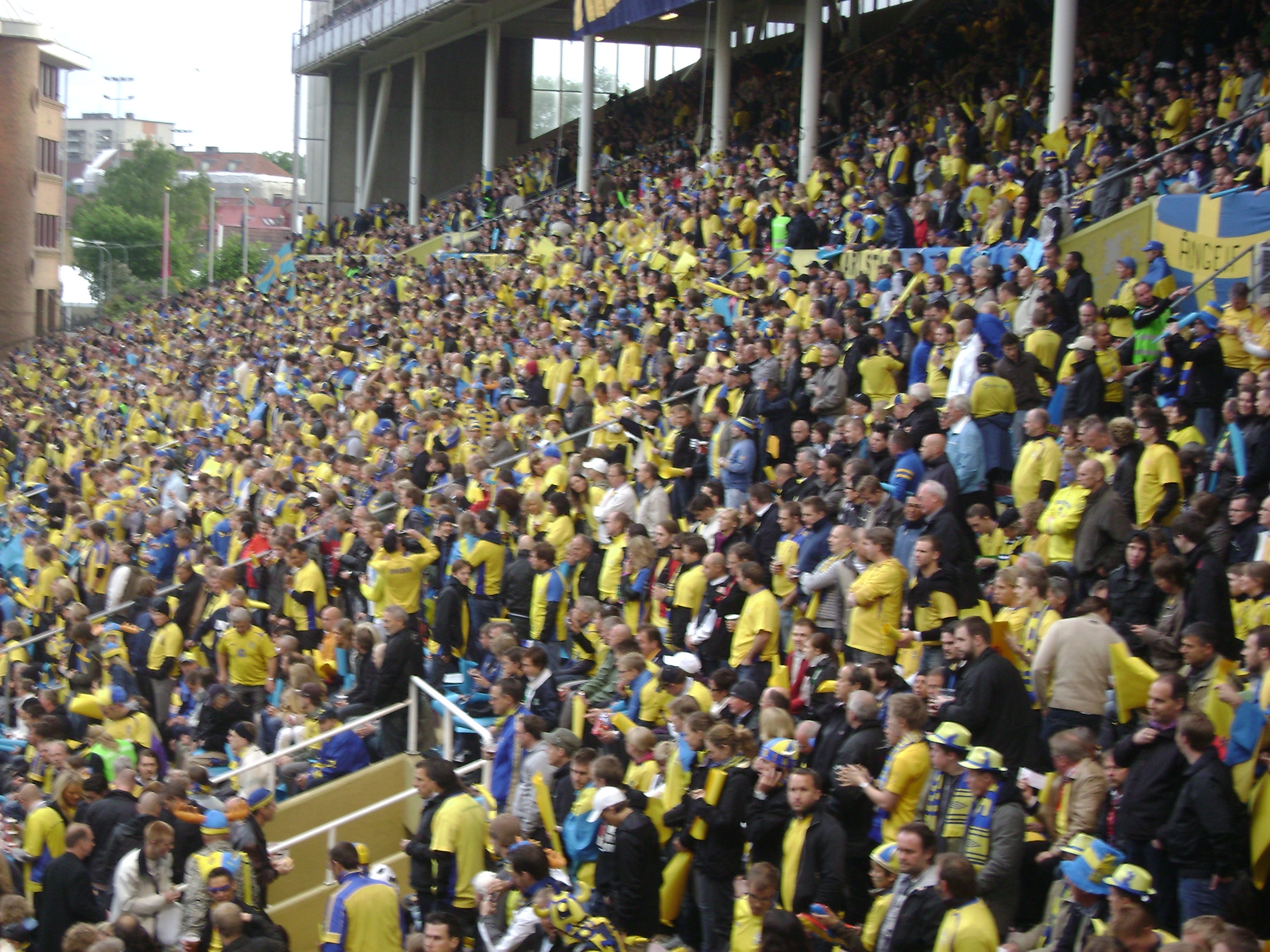
Publik under Sverige-Danmark 2009

- Fan : ett ursprungligen engelskt begrepp för ett lags supportrar. Se supporter
- Farmarlag : ett lag i en lägre division som har ett samarbete med ett lag i en högre division med uppgift att odla fram (engelskans Farm) unga och lovande spelare. Se farmarklubb.
- Fast situation : Ett uttryck för hörna, inkast, eller frispark, det vill säga en situation där spelet efter att ha varit stoppat återupptas från en fast punkt på planen. Se fast situation.
- Favorit : ett lag som på förhand förväntas vinna en speciell match eller turnering. Se även nederlagstippade.
- FIFA : Internationella fotbollsförbundet, se FIFA.
- Fint : Att med en rörelse, dribbling eller liknande överrumpla sin motståndare, till exempel, vid ett anfall låtsas ta en ansats för ett skott mot mål och men istället passa bollen till en bättre placerad medspelare.
- Filmning : då en spelare försöker dupera domaren att tro att han/hon blivit utsatt för ett regelbrott, till exempel, genom att kasta sig till marken i straffområdet för att (felaktigt) försöka vinna en straffspark. Se filmning [15]
- Fjärdedomare : ett domarteam består normalt av en huvuddomare, två assisterande domare, även kallade linjemän samt i vissa sammanhang en fjärdedomare. Fjärdedomaren deltar ej aktivt, utan är en reservdomare som dessutom håller reda på eventuell tilläggstid. Se Fjärdedomare.[16]
- Flagga : en rektangulär flagga på en pinne som linjedomaren håller i handen och som används för att signalera för offside, inkast eller regelbrott. Moderna flaggor är dessutom utrustade med ett system som sänder en ljudsignal till domaren när flaggan är rest.[17]
- Forward: spelare i anfallslinjen i ett fotbollslag, de är de mest offensiva och vars främsta uppgift är att göra mål. Se även forward.
- Fotboll (boll) : se boll
- Fotbollsklubb : Det gemensamma namnet för ett lag samt den organisation laget tillhör.
- Fotbollsplan : den spelplan som används för en fotbollsmatch, oftast cirka 65 meter bred och cirka 100 meter lång. Se fotbollsplan.
- Fotbollsserie : en serie omfattar att antal lag där alla lag möter varandra i ett förutbestämt spelschema över ett antal omgångar och där lag rangordnas i en tabell efter varje spelad omgång. Se fotbollsserie.
- Fotbollssäsong : den tidsperiod som utgör en fotbollssäsong. I Sverige är fotbollssäsongen från april till november inom samma kalenderår, medan till exempel i England säsong sträcker sig från augusti till maj nästkommande år. Se Fotbollssäsong.
- Fotbollsutrustning : den klädsel i form av tröja, shorts, strumpor och skor, i gemensamma färger för samtliga spelare i ett laget.[10]
- Fri agent : en spelare som inte är via kontrakt bunden till en klubb utan är fri att skriva kontrakt med vilken klubb som helst. Se Free agent.
- Frispark: frispark utdöms av domaren vid vissa regelbrott. Domaren blåser då av spelet och bollen placeras på den punkt där regelbrottet begicks och spelet återupptas med en frispark. Se Frispark.[18]
- Fulltidsproffs: en spelare som har fotbollen som sitt yrke på heltid. Se Fulltidsproffs
- Fördelsregel : domaren kan under spelets gång underlåta att blåsa av och döma frispark för ett lag om det istället skulle vara en fördel att fortsätta spelet vid till exempel ett anfall.[13]
- Förlängning : förlängning kan tillgripas för att få ett avgörande till stånd om en match slutat oavgjord. Se Förlängning.[16]
- Försäsong : perioden innan säsongen d.v.s. fotbollsserien börjar. Den brukar ägnas åt träning och vänskapsmatcher.
- Första kontakten : den skicklighet en spelare besitter i att hantera en boll som spelas till honom och kunna kontrollera den vid första kontakten med bollen.
- Första stolpen : ett relativt begrepp som menar den stolpe som är närmast till bollen då den spelas in från sidan vid, till exempel,  hörna eller inlägg.
- Förstaelvan : de elva spelare som anses vara de ordinarie (första valet) spelarna i laget om de är tillgängliga. [14]
- Försvarsspelare : en spelare i försvarslinjen i ett fotbollslag vars uppgift i första hand är att försvara och förhindra att motståndarna gör mål. Se Försvarare (fotboll)

## G
- Genomskärare : en passning från det attackerande laget som går rätt igenom motståndarnas försvar till en lagkamrat och öppnar för en målchans.
- Glidtackling : en tackling som utförs genom att spelaren med utsträck ben glider utefter marken för att stoppa en spelare eller boll. Se Glidtackling.
- Golden goal : ett begrepp då en förlängning avgörs och avbryts vid första, och enda, målet. Se Golden goal.
- Gult kort:  domaren uppvisar ett gult kort när han utdelar en varning till en spelare.[19]
- Gruppspel : de inledande omgångarna av en turnering där lagen delas in i olika grupper och spelas i form av ett seriespel, placeringen i gruppspelet avgör vilka lag som kvalificerar sig till slutspel.
- Gåfotboll : en negativ benämning på fotboll som spelas i ett långsamt tempo där spelarna i laget går istället för att springa, med syfte att vinna fördel genom att fördriva tiden och maska. Kan också vara fotboll för fr.a. äldre spelare. Då för man t.ex. inte springa eller skjuta bollen högre än knäna.

## H

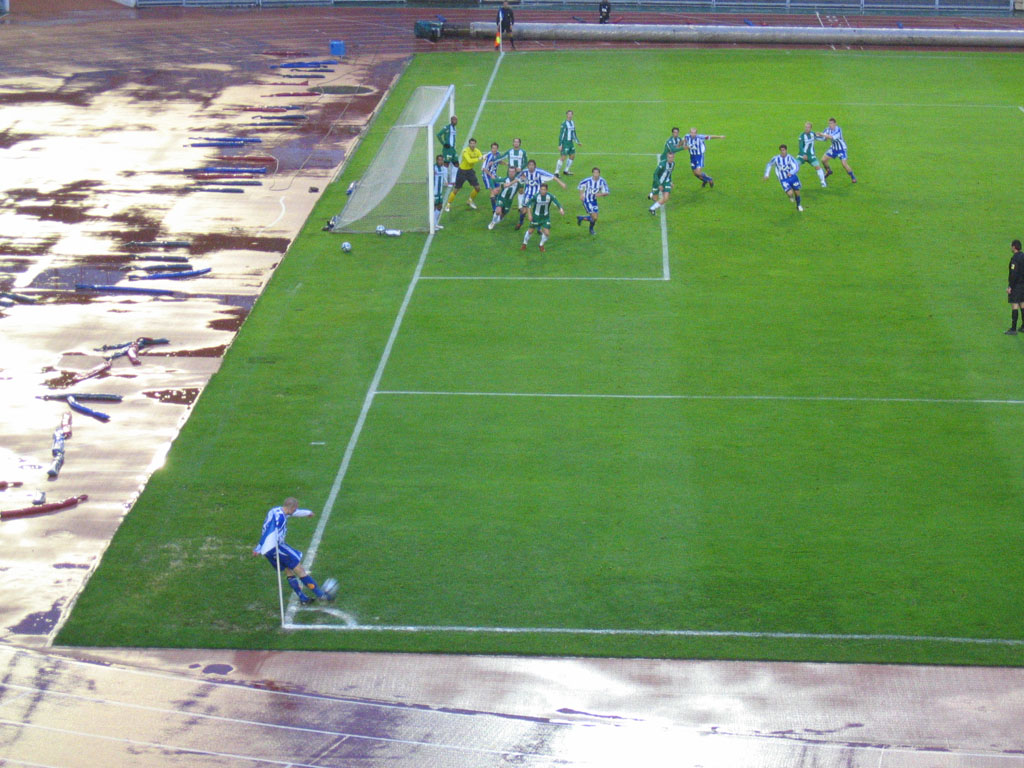
En spelare slår en hörna

- Haltande tabell, se hängmatch nedan.
- Halvback : de försvarsspelare som spelade i den andra försvarslinjen. Uttrycket härstammar från halvbackarna i de tidiga spelsystemen 2-3-5. Se centerhalv.
- Halvlek: en fotbollsmatch spelas i två halvlekar om 45 minuter vardera med 15 minuters paus emellan.[20]
- Halvtidpaus: en cirka 15 minuters paus mellan de två halvlekarna i en match.[20]
- Halv-volley : ett skott där bollen träffas precis efter att den studsat i marken.
- Hands: när en utespelare berör bollen med handen under spelets gång. Se Hands och även oavsiktlig hands.
- Hat trick : när en och samma spelare gjort tre mål i en match. Se Hat trick.
- Hemmaplan : den fotbollsplan eller arena där ett lag valt att spela sina hemmamatcher. Se Hemmaplan.
- Hemmaklack : den mest hängivna delen ett lags hemmapublik, oftast placerad på ena kortsidan av läktaren. Se Klack (grupp av människor).
- Huligan eller huliganism: ett begrepp för de supportrar som ställer till bråk i samband med matcher. Se Huliganism.
- Huvudspelare : en spelare som är bra på att nicka bollen samt vinna nickdueller.
- Hålla nollan : när ett lag lyckas avsluta en match utan att släppa in något mål.
- Hålla uppe bollen : när en spelare, normalt en target player eller anfallsspelare i anfall lyckas kontrollera och hålla bollen under kontroll efter en långpassning tills hans medspelare lyckas inta sina anfallspositioner.[21]
- Hängmatch : en enstaka fotbollsmatch som spelas i efterhand och kompletterar en spelomgång. En hängmatch är oftast resultatet av att en match blivit uppskjuten från en ordinarie spelomgång. När omgången förutom hängmatchen är spelad, brukar man säga att tabellen haltar, eftersom man ännu inte kan se hur tabellen ser ut efter omgången.
- Högerback: den försvarsspelare som spelar längst ut till höger i den bakre försvarslinjen i ett fotbollslag och vars uppgift i första hand är att försvara det egna målet. Se Högerback.
- Högerytter: den spelare som spelare längst ut till höger i den främre anfallslinjen i ett fotbollslag och vars uppgift i första hand är att leda lagets offensiv på högerkanten. Se Högerytter.
- Höjdboll : en passning eller inlägg där bollen spelas i en hög lyra (och inte utefter marken).
- Hörna eller hörnspark : en metod att återstarta spelet sedan bollen förpassats över kortlinjen av det försvarande laget. Bollen placeras i området vid hörnflaggan av det anfallande laget och sparkas mot målet.[22] Se Hörna.
- Hörnflagga : de flaggor som är utplacerad i vart och ett av planens fyra hörn för att markera yttre gräns för spelplanen.[23]

## I

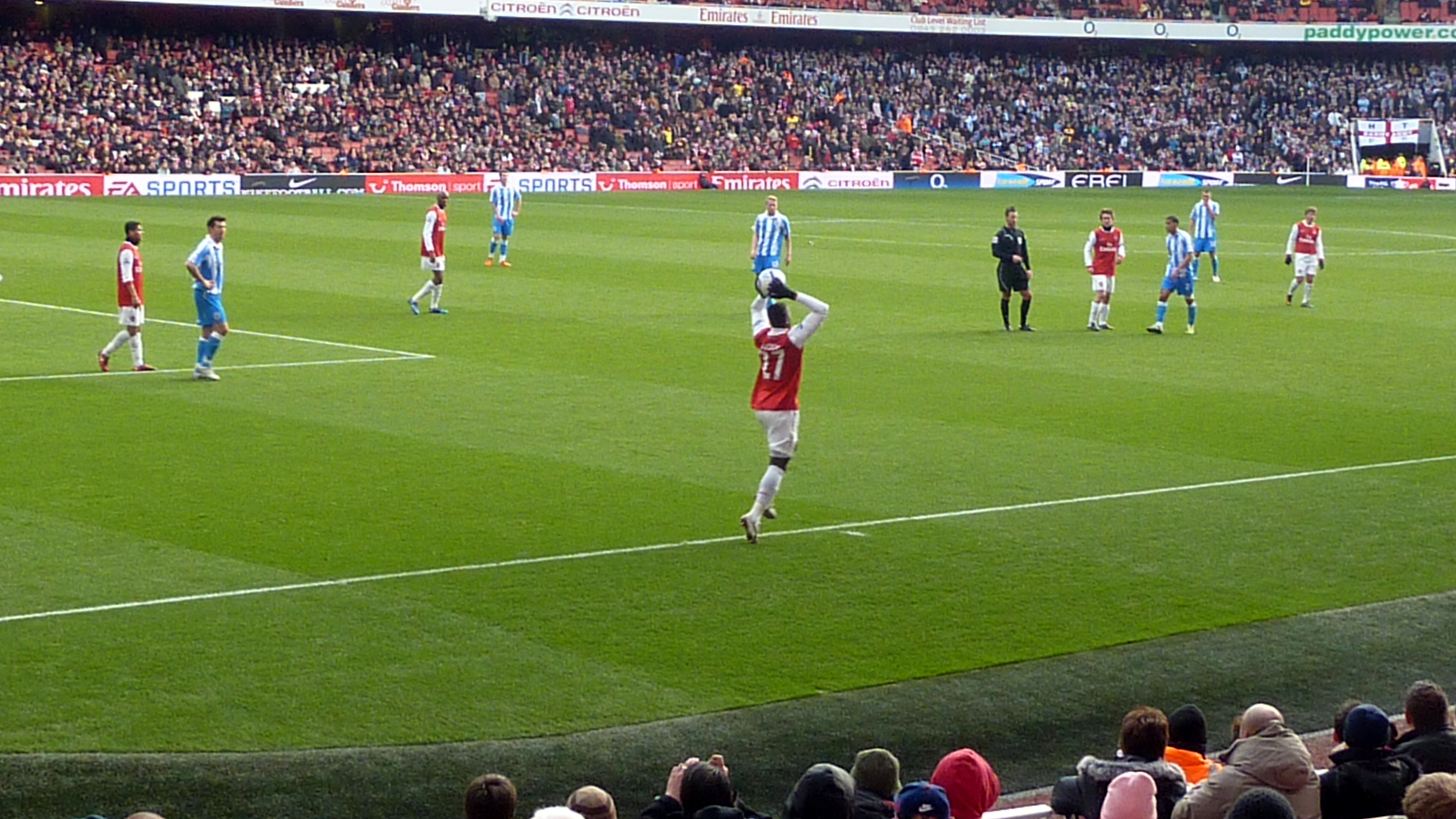
En spelare gör inkast från sidolinjen

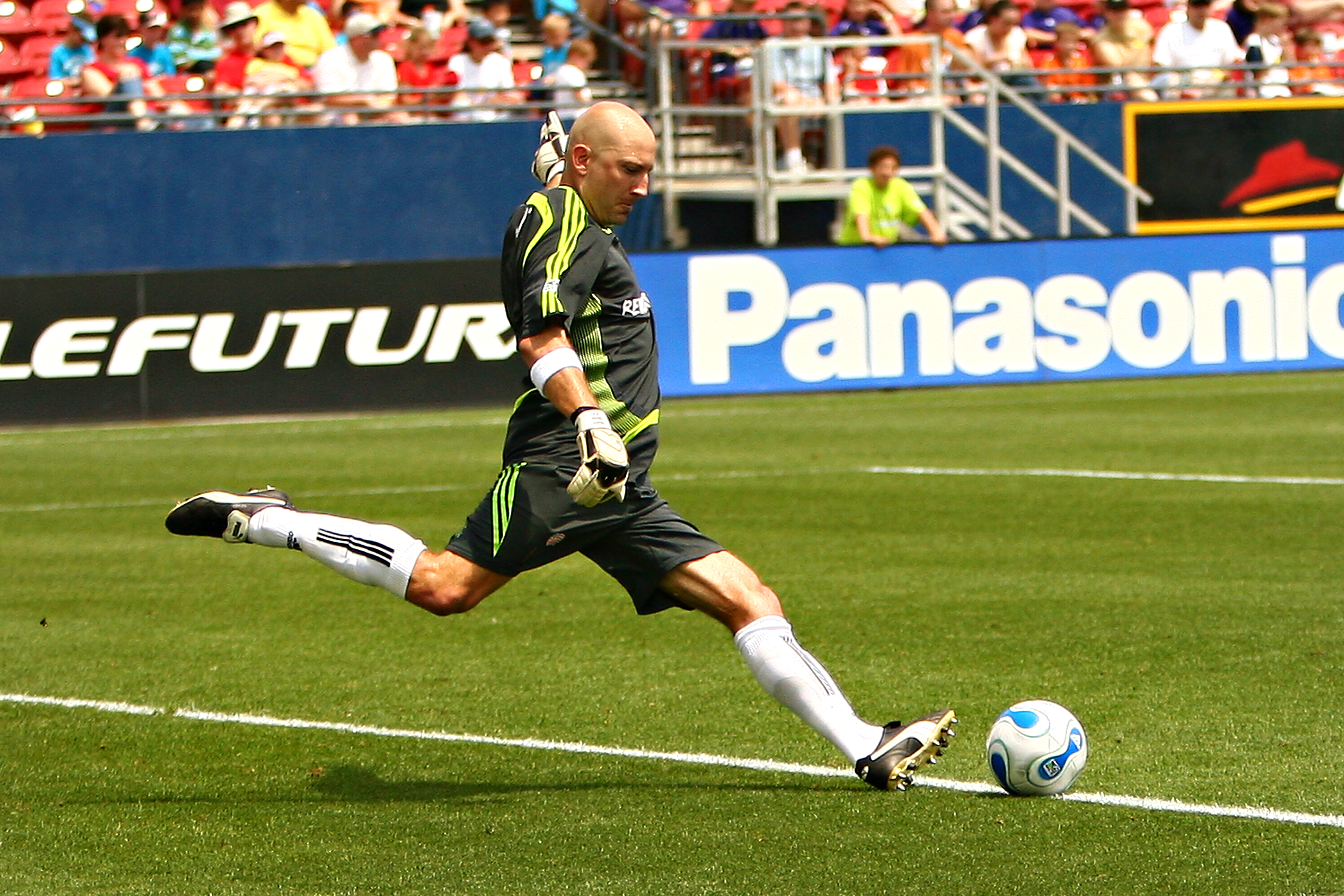
Målvakten gör en inspark

- Indirekt frispark : en typ av frispark där man inte får slå bollen direkt i mål.[18]
- Inhopp : en spelare som byts in under en match gör ett inhopp, se avbytare.
- Inkast : inkast utdöms av domaren då bollen har hamnat utanför sidlinjen. Spelet avbryts och återupptas med ett inkast från den plats där den gick lämnade planen, ett kast över huvudet med båda händerna. Se Inkast.[24]
- Inlägg : när det anfallande laget sparkar bollen in mot straffområdet, antingen utefter marken eller i luften, och normalt från en position utefter sidlinjen.
- Inspark : då bollen har förpassats utanför kortlinjen av det anfallande laget så avbryts spelet och återstartas med en inspark från målområdet för det försvarande laget. Se Inspark.[25]
- Inte inverka i spelet : en spelare i offside position som bedöms att inte inverka i spelet och därmed ingen offside utdöms. Se passiv offside

## J
- Jättedödare : en kliché som ofta används när ett lag från en lägre division besegrar ett lag som är favorit och från den högsta divisionen.[26]

## K
- Kaptensbindel : ett armband med bokstaven c (för captain) som bärs av lagkaptenen för att markera vem som har den rollen .
- Kasse : Se mål (fotboll).[27]
- Kasta sig : då en spelare försöker dupera domaren genom att kasta sig till marken, till exempel, i straffområdet för att (felaktigt) försöka vinna en straffspark. Se Filmning
- Klack : hemmaklack respektive bortaklack, ett begrepp på den mest hängivna delen ett lags publik. Se Klack (grupp av människor).
- Klackspark : när bollen sparkas med baksidan av hälen.
- Kontring : en snabb spelvändning från försvar till anfall innan motståndarna hinner organisera sitt försvar.
- Kortlinje eller förlängd mållinje: en kritad linje utefter planens kortsida som utgör yttre gräns mellan hörnflaggorna. Linjen går genom målet men benämns då mållinje. Om bollen går ut över kortlinjen döms antingen hörna eller inspark beroende på vilket lag som spelade ut bollen. [28]
- Krossboll : när en spelare i det anfallande laget slår en lång boll från en position vid ena långsidan av spelplanen till en medspelare på andra sidan och därmed byter från att anfalla från en sida till den andra.
- Krysset : del av målet som utgör området där ribban och stolpen möts, målet har följaktligen två kryss, övre vänstra respektive högra krysset. Området anses vara det som är svårast för målvakten att nå.
- Kval: en spelform i samband med upp eller nedflyttning till en annan division eller deltävling. Se kvalificering.
- Kvittering : ett mål som gör att ställningen i en match blir lika, till exempel, 1-1 eller 2-2.

## L

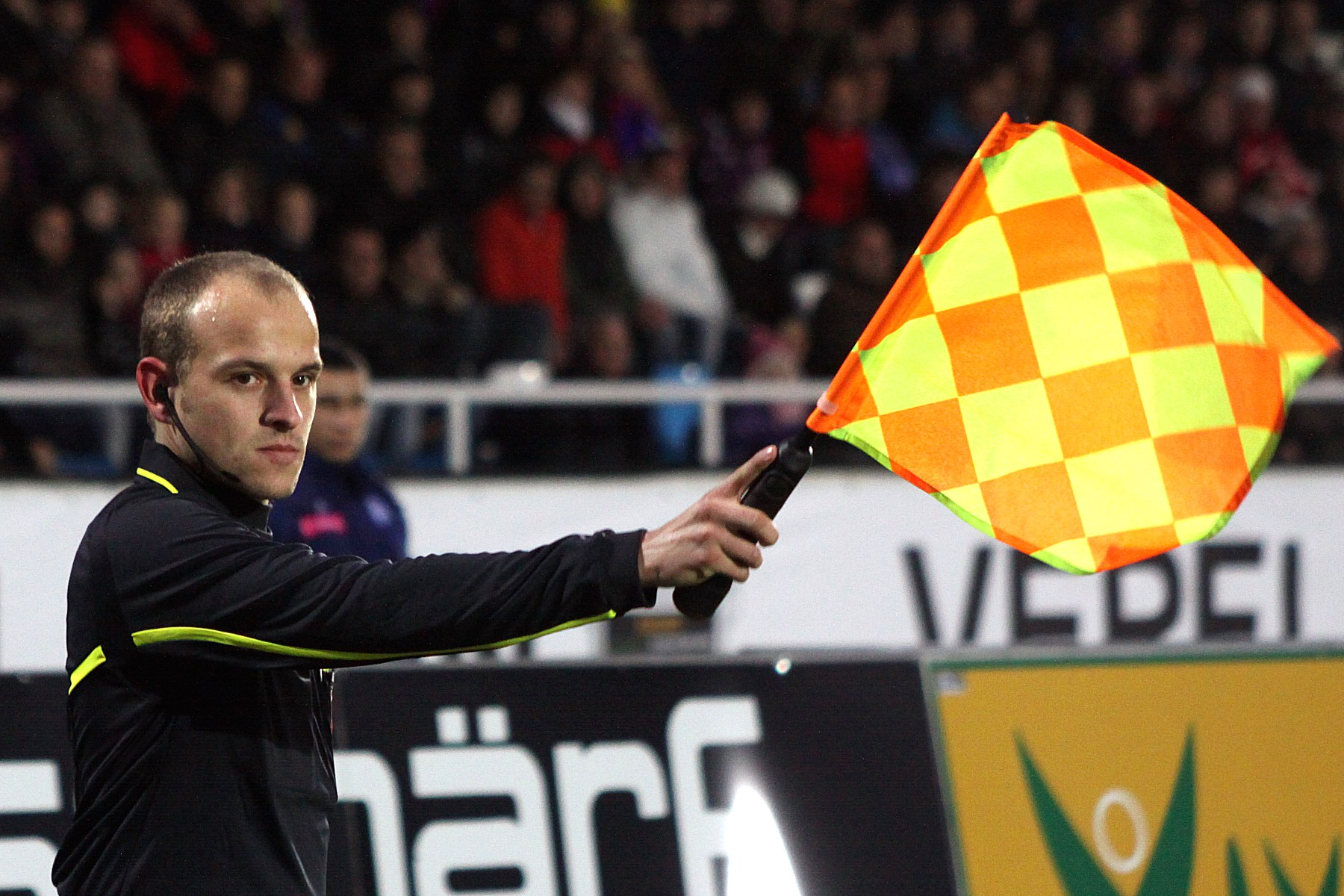
Linjedomare

- Lagkapten : ett lag måste utse en av spelarna till lagkapten inför varje match. Lagkaptenens roll är att leda laget och vara den som sköter lagets kommunikation med domaren. Se lagkapten.[29]
- Landskamp : ett begrepp för en fotbollsmatch mellan två länder där de respektive förbunden tagit de bästa spelarna att representera sitt land. Se landskamp.
- Libero : en fri roll inom vissa spelsystem. Se Libero (fotboll).
- Liga : en fotbollstävling som spelas i form av en serie. Se fotbollsserie.
- Ligamatch : en match som spelas som en del av en fotbollsserie (i motsats till cupmatch).
- Linjedomare : ett domarteam består normalt av en huvuddomare, två assisterande domare, även kallade linjedomare samt i vissa sammanhang en fjärdedomare. se Assisterande domare
- Lobb : en form av skott där bollen spelas i en båge över en spelare, till exempel, över målvakten och in i mål.
- Läggmatch : en match där ett lag  "lägger sig", det vill säga avsiktligt förlorar.
- Läktare : den del av en arena där publiken befinner sig för att se på matchen. Se läktare.
- Lånespelare : en spelare som tillfälligt lånas från en klubb till en annan vilket är vanligt förekommande inom engelsk fotboll. Lånen kan vara från några veckor till flera månader, antal spelare som ett lag kan låna är reglerat av respektive lands fotbollsförbund.
- Långboll : en form av passning där bollen sparkas en längre sträcka, ofta från eget försvar, mot egna anfallare utan att vara ämnad för någon enskild medspelare.

## M

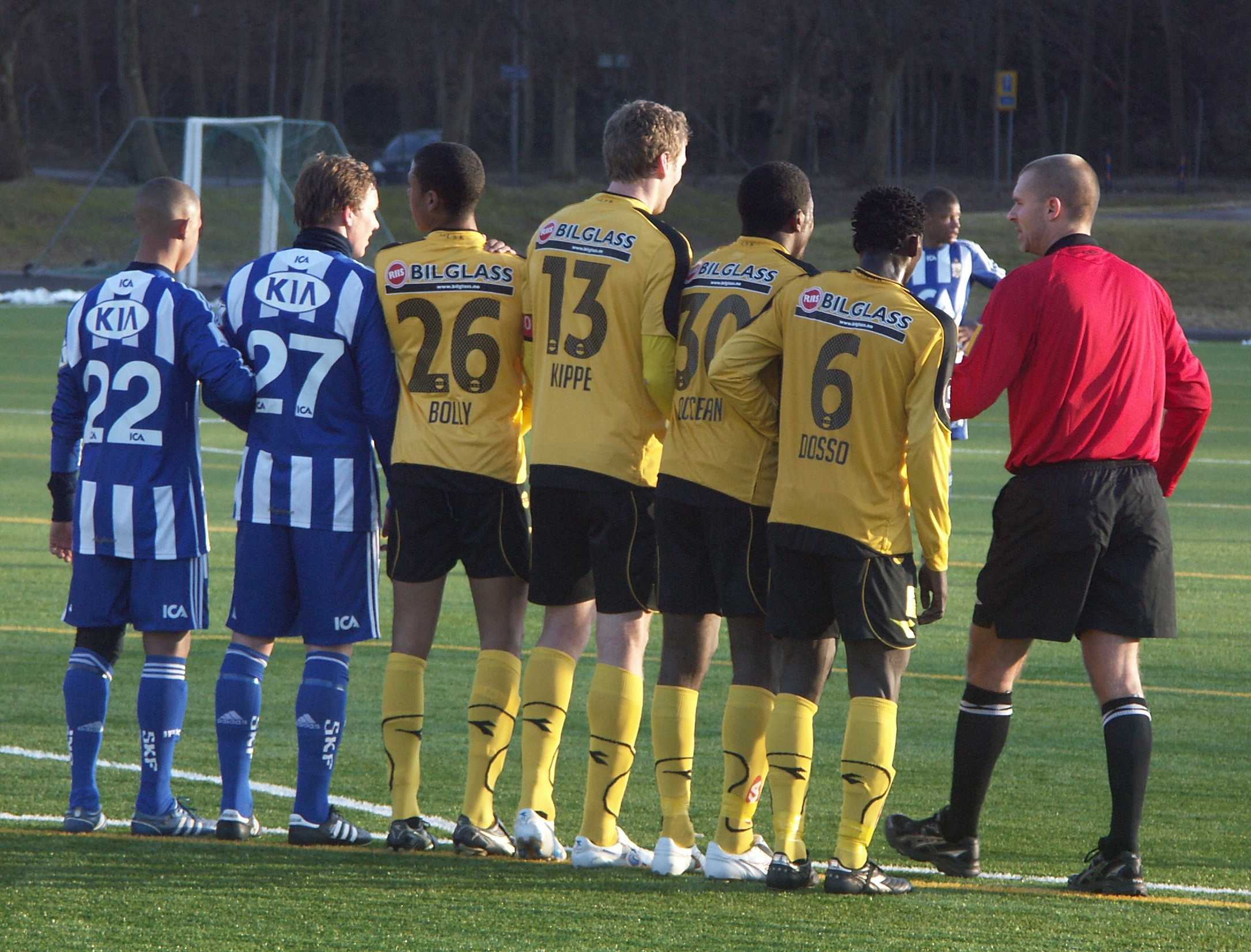
Domaren försäkrar att muren står korrekt uppställd

- Manager : den ledare som är överordnat ansvarige för ett lag och som, bland annat, utser vilka spelare som skall spela under en match samt leder och instruerar laget från sidlinjen. Se manager.
- Man mot man-markering : ett system som går ut på att varje enskild försvarsspelare markerar och följer en enskild spelare i motståndarlaget. Att jämföras med zonmarkering där försvarsspelarna markerar ett specifikt område (zon) på planen. [30]
- Maskning : en form av taktik för att fördriva speltiden, vanligen förekommande när ett lag är i ledning eller har uppnått önskat resultat. Ett sätt av maskning är till exempel att utföra byten under tilläggstid, att vara extra långsam vid igångsättning av spelet vid frispark, inspark, inkast eller hörna.
- Match med två halvlekar : en match som kraftigt ändrat karaktär mellan halvlekarna, till exempel där ena laget dominerat första halvlek och andra halvleken domineras av andra laget.
- Matchens spelare (lirare) : ett pris som efter spelad match tilldelas den spelare som av en expertjury ansetts vara matchens bäste.
- Matchprogram : en trycksak, program, som skrivs, trycks upp och säljs på matchdagen inför varje match och som, bland annat, innehåller aktuell informationen och statistik om matchen, lagen, spelarna och den laguppställningen. De flesta äldre matchprogram har dessutom ett samlarvärde där speciellt program från vissa äldre matcher värderades till tusentals kronor.[31]
- Materialförvaltare : den person som är ansvarig för lagets utrustning (material) i form av fotbollsskor, skydd och matchdräkt. Se materialförvaltare.
- Mittcirkeln : en cirkel mitt på planen med 9,15 meters radie i vars mitt, mittpunkten, spelet startas med en  avspark.[28]
- Mittback eller centerhalv : de försvarsspelare som spelar i mitten av försvaret. Se Försvarare (fotboll).
- Mittfältare : en spelare i mellersta linjen i ett fotbollslag vars uppgift i första hand är att dirigera spelet mellan försvar och anfall. Beroende på spelsystem är vissa mittfältare mer inriktade på försvar och andra på anfall. Se Mittfältare (fotboll).
- Mittpunkt : markerar mitten på planen varifrån spelet startas eller återupptas med en avspark.[28]
- Mot spelfördelningen : beskriver ofta hur ett mål gjordes eller hur ett lag vann eller fick oavgjort trots att det andra laget hade ett klart övertag i spelet och antalet målchanser.
- Mur : en rad av spelare uppställda som en mur 9,15 meter från bollen vid en frispark. Syftet är att täcka en del av målet och därmed försvåra för motståndarna att skjuta bollen i mål.
- Mål : huvudsyftet med fotboll är att göra mål, det vill säga att förpassa hela bollen över mållinjen in i motståndarnas målbur. Det är det enda resultatet som räknas inom fotboll och det lag som gjort flest mål vinner matchen. En match kan sluta oavgjord vilket betyder att båda lagen gjort lika många mål vid matchens slut. Se mål (fotboll).[27]
- Målbur : den bur i form av en bur, med fyrkantig ram och nät, dit laget skall förpassa bollen och därmed göra mål. Det finns en målbur mitt på varje kortsida, en för vardera lag. Se målbur.[32]
- Målchans : en situation där en anfallande spelare skapar sig en möjlighet (chans) att göra mål.
- Målgivande passning (eller assist): den passning som leder till att ett mål görs, normalt endast den sista passningen före målet. Se Assist.
- Målkvot : antalet gjorda mål dividerat med antalet insläppta mål för ett lag. Användes i vissa seriesystem före målskillnad. Se Målkvot.
- Mållinje : den linje mellan målstolparna som hela bollen måste passera för att innebära mål. Se Mållinje.[28]
- Målområde : den del i form av en rektangel omedelbart framför målet.[33]
- Målskillnad : skillnaden mellan ett lags antal gjorda och insläppta mål. Vid lika antal poäng placeras ett lag med bäst målskillnad före i tabellen. Se Målskillnad.
- Målskytt : en spelare som har gjort mål i matchen.
- Måltjuv : en typ av anfallare som är känd för sin förmåga att göra oväntade mål ("stjäla") från positioner innanför straffområdet.
- Målvakt : den spelare i sista försvarslinjen i ett fotbollslag vars uppgift i första hand är att förhindra att motståndarna gör mål. Målvakten är den enda spelare som inom det egna straffområdet får stoppa och hålla bollen med händerna. Se Fotbollsmålvakt.
- Målvaktsmål : ett uttryck för när målvakten lyckas med den mycket ovanliga bedriften att göra mål. Se målvaktsmål.

## N

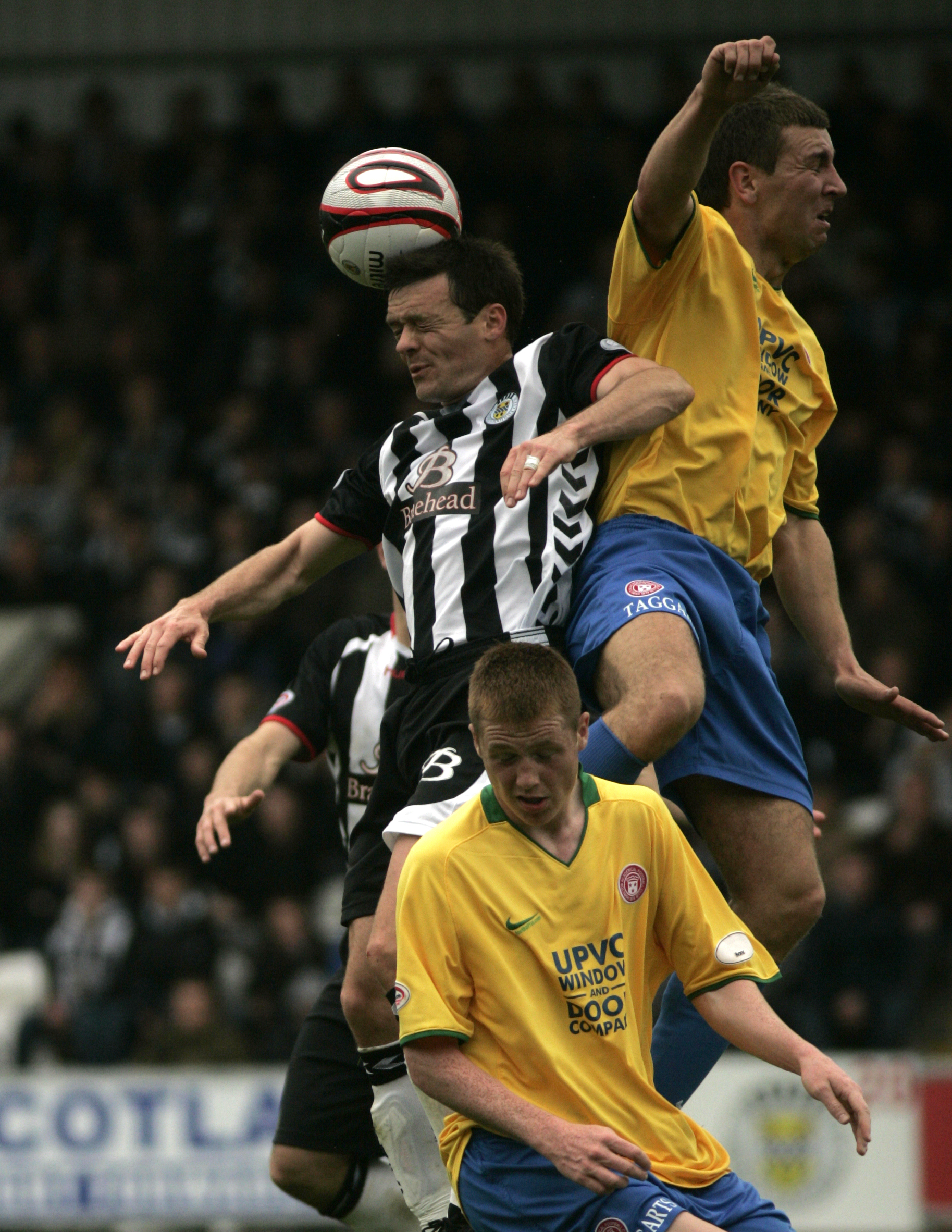
En spelare försöker nicka bollen i en nickduell mot två motståndare.

- Nederlagstippade : ett lag som på förhand förväntas förlora en speciell match eller turnering. Se även favorit.
- Nedflyttning : när ett lag i en fotbollsserie efter avslutad säsong hamnat på en nedflyttningsplats, en eller flera av lägst rankade platserna i tabellen, flyttas de ned till en lägre division där de får spela kommande säsong. Se Nedflyttning.
- Neutral plan : en arena som ingen av de spelande lagen har som hemmaplan, ofta tillämpat vid finaler för att inget av lagen skall ha fördel av hemmaplan.
- Nicka: när en spelare medvetet förpassar eller skallar bollen med huvudet.
- Nickduell: när två eller flera spelare försöker nicka en höjdboll, till exempel i samband med en hörna.

## O
- Oavgjort: se Oavgjort resultat. När resultatet av en avslutad match är lika, det vill säga, ingen av lagen kan utses till vinnare. Se även förlängning och straffsparksläggning.
- Oavsiktlig hands: när en utespelare, utan avsikt, berör bollen med handen under spelets gång. Oavsiktlig hands är generellt ett regelbrott och beivras med frispark. Se även avsiktlig hands.
- Obstruktion : ett otillåtet sätt att hindra en spelare som inte har bollen.
- Offensiv : syftar till ett lags anfallsspel eller taktik. En offensiv taktik har fler spelare i anfallet och fokuserar i första hand på att anfalla i motsats till en defensiv taktik med fokus på försvar. Se Spelsystem (fotboll).
- Offside : ett regelbrott där en anfallande spelare tar emot en boll på fel sida (off side) om de sista försvarsspelarna. Se Offside (fotboll). [34]
- Offside-fälla eller offside-taktik : en försvarstaktik där det försvarande lagets backlinje snabbt förflyttar sig framåt så att man ställer en eller flera av motståndarnas anfallare offside (och domaren därmed blåser av spelet).
- Olympiskt mål : när en spelare gör ett mål från en hörnspark, utan att bollen har vidrört en medspelare. Se olympiskt mål.

## P

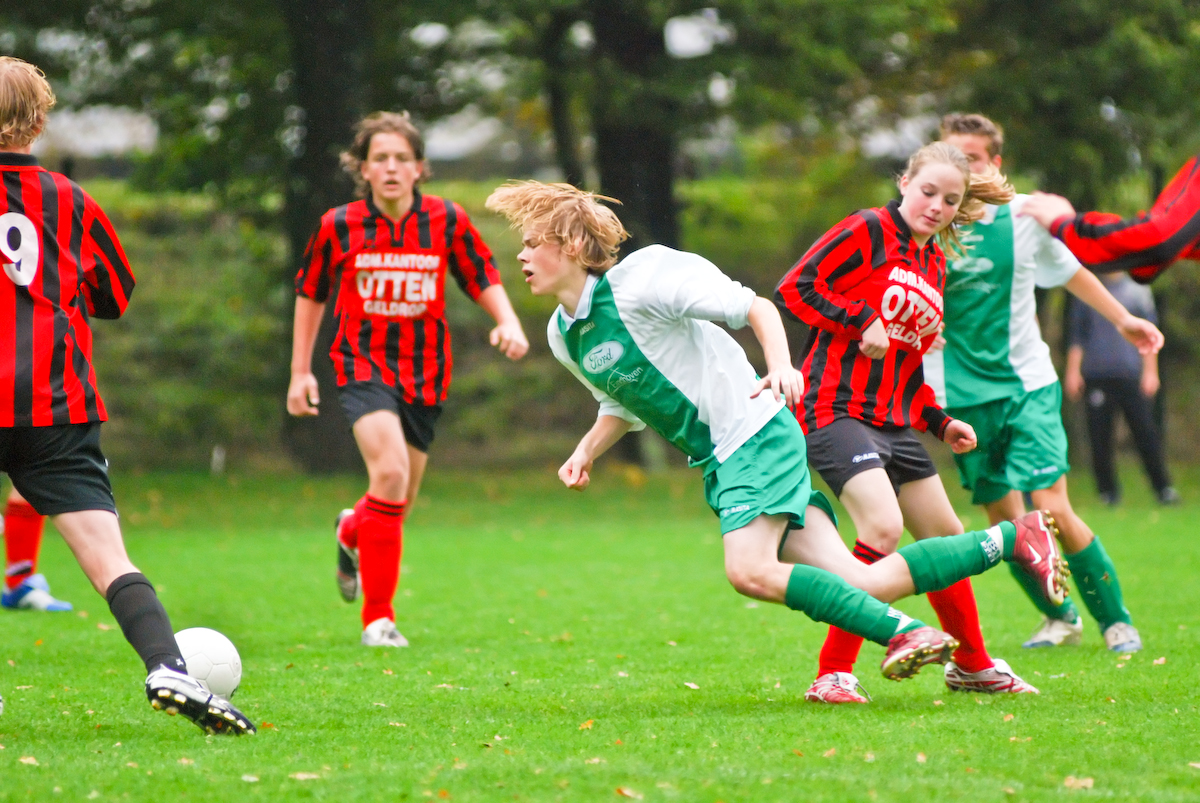
En spelare ruffar genom att sparka ned sin motståndare

- "Passiv" offside : ett undantag från offsideregeln, där spelet inte blåses av trots att en spelare befinner sig i offsideläge om han då enligt domaren inte inverkar i spelet.[34]
- Passning : när en spelare sparkar bollen, passar, till en medspelare.
- Plan : den spelplan som används för en fotbollsmatch, oftast cirka 65 meter bred och cirka 100 meter lång. Se fotbollsplan.
- Planhalva : en fotbollsplan består av två. Den halva där laget har sin egen målbur att försvara betraktas som egna planhalvan och den andra följaktligen som motståndarnas planhalva.
- Playoff : i vissa seriesammanhang avslutar man med ett slutspel dit enbart de bäst placerade lagen kvalificerar sig och där lagen möts i form av direktutslagning. Se slutspel.
- Poker : när en och samma spelare gjort fyra mål i en match. Termen används främst i spansktalande länder.
- Poängavdrag : ett sätt för fotbollsförbundet att bestraffa ett lag vilket innebär att de får poäng fråntagna och därmed kommer i en sämre tabellsituation. Poängavdrag kan, till exempel, utdömas om ett lag har använt en otillåten spelare.
- Press : en taktik som innebär att ett försvarande lag försöker vinna tillbaka bollen redan på motståndarnas planhalva genom att låta anfallsspelare jaga och sätta press på den av motståndarlagets försvarsspelare som har bollen.
- Proffs : en spelare som har fotbollen som sitt yrke på heltid. Se proffs.
- Punktmarkering : ett system som går ut på att enskild försvarsspelare markerar och följer en enskild spelare i motståndarlaget, man mot man.
- Publik : åskådarna vid en fotbollsmatch. Se publik.

## R

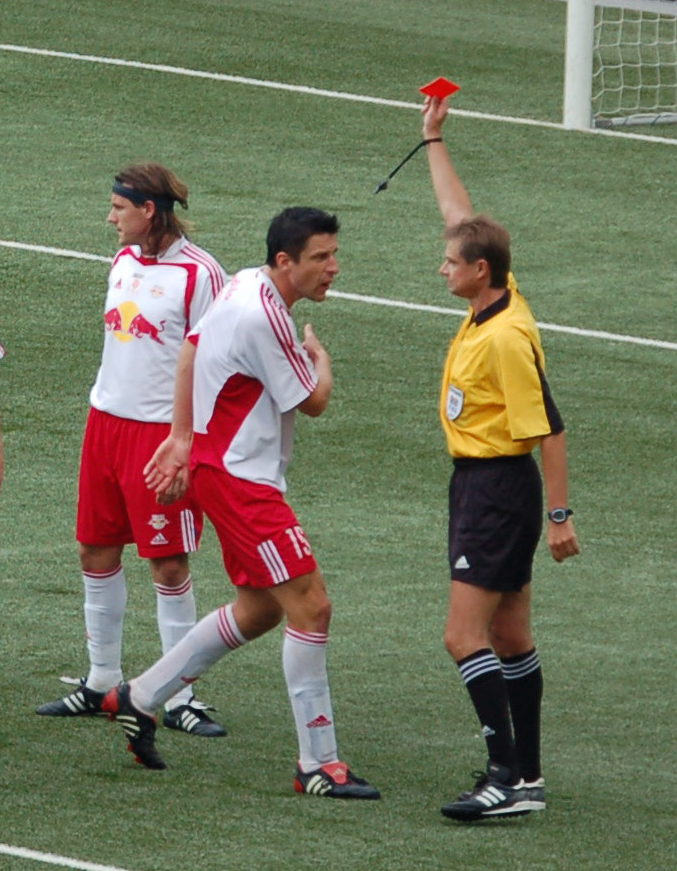
Domaren ger en spelare Rött kort vilket är lika med utvisning

- Rabona : ett inlägg där spelaren slår bollen med ”fel” fot bakom sitt stödjeben. Ett spanskt uttryck som härstammar från den sydamerikanska fotbollen.[35] Se rabona.
- Rak fyrbackslinje : en formation där ett lag spelar med fyra backar och dessa spelar i en rak linje över planen.
- Ranking eller rankning: ett begrepp inom lagsporter där lagen rangordnas efter ett förutbestämt kriterium som normalt är  baserat på tidigare resultat. UEFA och FIFA rankar (rangordnar) samtliga fotbollslandslag och denna rankning ligger till grund för hur lagen fördelas i lottningsgrupper inför Europamästerskapen i fotboll och Världsmästerskapet i fotboll för herrar oich damer. Se till exempel Fifas världsranking för herrar och damer.
- Reducera: minska motståndarlagets ledning genom att göra mål.[36]
- Regelbrott : en otillåten förseelse (regelbrott) enligt spelets regler som bestraffas med frispark eller straffspark. Förseelsen kan även bestraffas med gult eller rött kort.[37]
- Rensning : när en försvarare sparkar undan bollen, bort från målet de försvarar.
- Reserv : ett lag får nominera ett antal avbytare, reserver, som kan bytas in under match om någon av de ursprungliga elva spelarna i förstaelvan, till exempel, vid skada eller förändring av taktik. Se avbytare.
- Ribba : den övre horisontella delen av målburen. Se Ribba (idrottsredskap).[32]
- Ribbskott : ett skott som tar i målburens ribba och studsar ut utan att passera mållinjen.
- Rotationssystem : ett system där ett lag har ett större antal spelare och använder olika spelare under matcherna efter ett rotationssystem som gör att några spelare kan vila under vissa matcher. Används oftast på grund av det stora antalet matcher och långa säsonger som sliter hårt på spelarna.
- Ruff : ett brott mot spelets regler. Se regelbrott
- Runda målvakten : då en anfallande spelare i en en mot en-situation dribblar runt målvakten i stället för att skjuta.
- Räddning : när målvakten stoppar bollen och därmed förhindrar den att gå i mål.
- Rött kort : domaren uppvisar ett rött kort när han utdelar en utvisning till en spelare.[19]

## S

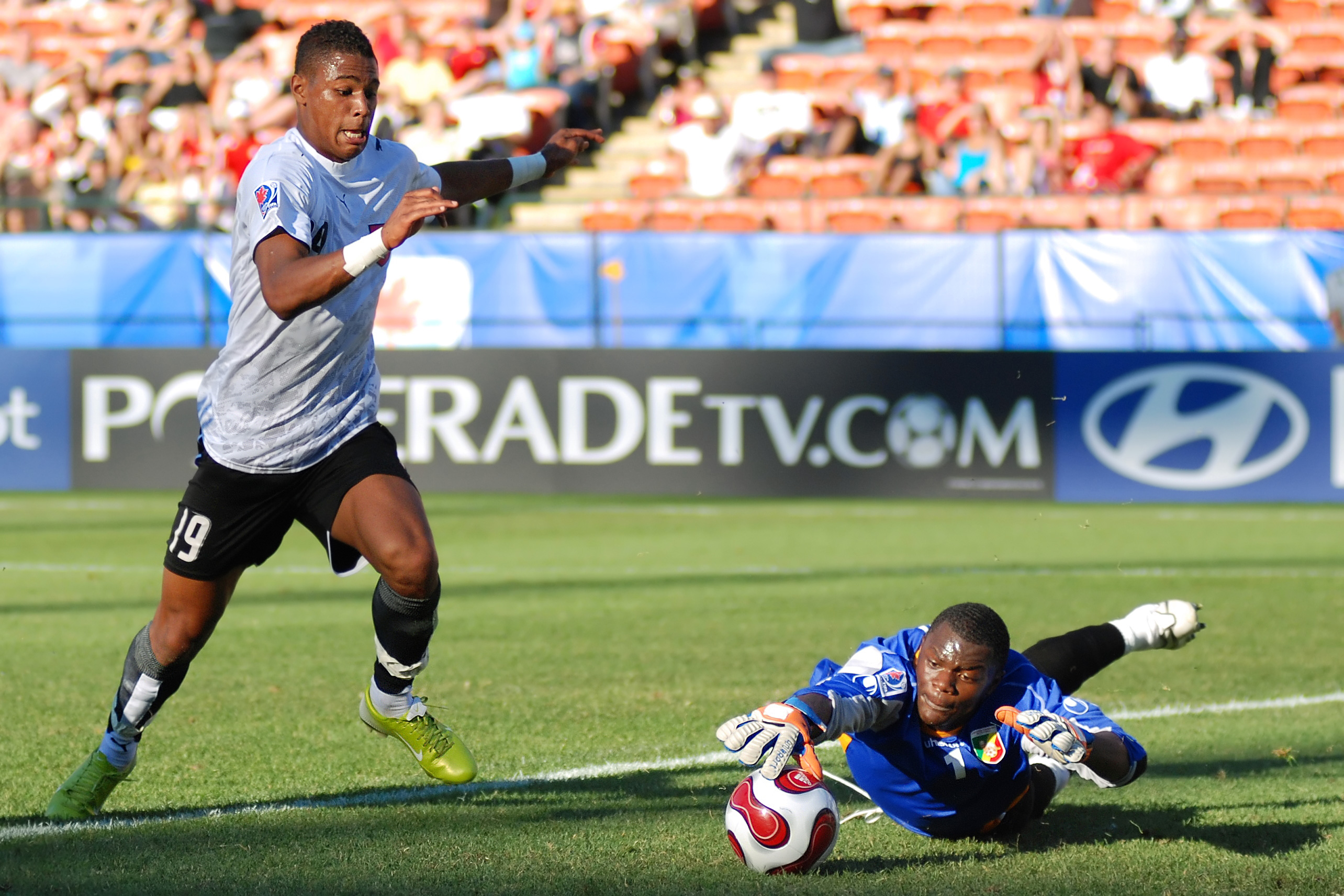
Målvakten räddar framför fötterna på en anfallare inom straffområdet.

- Sammanlagt resultat : vissa cupmatcher spelas i bäst av två matcher, en hemmamatch och en bortamatch, där det sammanlagda resultatet avgör vem som vunnit. Vid ett sammanlagt oavgjort resultat vinner normalt det lag som gjort flest mål på bortaplan.[12]
- Saxspark : en konstspark där en spelare snurrar runt i luften och sparkar bollen trots att den befinner sig ovanför hans/hennes eget huvud. Se cykelspark.
- Seriesystem : ett seriesystem omfattar ett divisioner (nivåer) där varje division innefattar ett antal lag uppdelade i ett antal serier. I en serie möter lagen i samma serie varandra i ett förutbestämt spelschema över ett antal omgångar och där lag rangordnas i en tabell efter varje spelad omgång. Efter avslutad säsong sker en upp eller nedflyttning mellan divisioner av de bäst respektive sämst placerade lagen. Se fotbollsserie.
- Sidbyte : lagen byter sida och därmed spelriktning inför varje halvlek.
- Sidlinje : en kritad linje utefter planens långsida som markerar spelplanens yttre gräns. Om bollen går utanför sidlinjen döms inkast. [11]
- Signal : signal från domarens visselpipa för att starta respektive stoppa spelet.
- Siste man : den försvarsspelare som är närmast egna målet och därmed den siste försvararen i anfallande lags väg mot målet. Om försvararen som siste man begår ett regelbrott mot en anfallande motståndare så utdelas normalt ett rött kort, det vill säga försvararen utvisas.
- Självmål: när en spelar placerar bollen i egen målbur som därmed räknas som mål för motståndarna. Se självmål.
- Skarvning : att med ett tillslag dirigera bollen vidare till en medspelare med foten eller huvudet.
- Skorpionspark : en akrobatisk spark i form av en räddning av colombianske målvakten René Higuita 1995 på Wembley Stadium under en match mot England. Sparken utfördes då en lång hög boll kom mot Higuita då han istället för att fånga bollen med händerna slängde sig fram och lät bollen passera hans huvud och klackade bort den med hälarna. [38]
- Skott : en spark med avsikt att göra mål.
- Skräll : en sensation, ett uttryck som ofta används när på förhand svagare lag vinner mot ett högre rankat lag.
- Skruva : en skotteknik med ett tillslag mot någon av bollens sidor vilket sätter bollen i rotation och därmed får den att dra sig (skruva sig) till höger eller vänster. En teknik som ofta utnyttjas för att få bollen att gå runt försvarsmuren vid frisparkar.
- Skuldertackling : en hård men tillåten form av tackling av motståndare skuldra-mot-skuldra.
- Skytteliga : en liga där enskilda spelare rangordnas efter hur många mål (ibland även assist) de gjort. Oftast utdelas ett speciellt pris till den spelare som gjort flest mål i en serie eller cup.
- Slutsignal : den signal från domarens visselpipa som markerar slutet på matchen eller halvleken.
- Slutspel : i vissa seriesammanhang avslutar man med ett slutspel dit enbart de bäst placerade lagen kvalificerar sig och där lagen möts i form av direktutslagning. Se slutspel.
- Soccer : ett amerikanskt begrepp för det vi kallar fotboll.
- Sparka och spring : ett uttryck för den typ av oorganiserad fotboll som spelas utan spelsystem, spelide, passningsspel eller omtanke. Där laget (lagen) istället planlöst sparkar iväg bollen och springer jagande efter.
- Spelfördelare : en spelare oftast i en mittfältsposition i ett fotbollslag vars uppgift i första hand är att leda och fördela bollen när egna laget har bollen. Se spelfördelare.
- Spelplan : den spelplan som används för en fotbollsmatch, oftast cirka 65 meter bred och cirka 100 meter lång. se fotbollsplan.[11]
- Spelsystem : den taktiska disposition av lagets spelare över planen. Se spelsystem (fotboll).
- Spel utan boll: en spelares bidrag till egna lagets prestation utan att själv inneha bollen, till exempel genom att placera sig och täcka upp spelytor, följa och markera en motståndare eller sätta press på motståndarens bollhållare.
- Språngnick : när en utespelare kastar sig raklång framåt (tar ett språng) för att nicka en boll.
- Ståplats : den del av läktaren där publiken får stå och titta på matchen istället för att kunna se sitta. Se ståplats.
- Stolpe : den vertikala delen av målburen, en på vardera sida. [32]
- Stolpe in : ett skott som tar i målburens stolpe och studsar i mål. Begreppet "stolpe in" har kommit att beteckna tur och att man har de små marginalerna på sin sida.
- Stolpe ut : ett skott som tar i målburens stolpe, studsar ut och utan att det blir mål. Begreppet "stolpe ut" har kommit att beteckna otur där man inte har de små marginalerna på sin sida.
- Stolpskott : ett skott som tar i målburens stolpe och studsar ut utan att passera mållinjen.
- Straffläggning : ett sätt att avgöra matcher där ingen segrare kunnat utses under spelet, där lagen altenerar om att slå fem straffsparkar var och där det lag som lyckats göra flest mål på dessa straffar utses till segrare. Se straffsparksläggning.[12]
- Straffområde : den delen av en fotbollsplan där målvakten på egen planhalva får ta boll med händerna och där ett regelbrott av det försvarande lagets bestraffas med en straffspark. Se Straffområde i fotboll.[33]
- Straffspark : en spark av det anfallande som tas från straffpunkten, elva meter från mål, i ett försök att göra mål. Straffspark utdöms av domaren vid regelbrott av det försvarande laget inom eget straffområde, till exempel, en felaktig tackling eller att en försvarsspelare tar bollen med handen. Se Straffspark.[39]
- Stämpling : ett begrepp som används för en tackling eller spark av motståndaren med undersidan av skorna. Förseelsen beivras normalt med frispark samt en Gult eller Rött kort.
- Sudden death : en form av förlängning där det första målet avgör och matchen avbryts (plötslig död). Se Sudden death.[12]
- Supercup : en tävling mellan två regerande mästare i olika nationella eller internationella mästerskap.
- Supporter : den publik och del av allmänheten som följer och stödjer ett lag. Se supporter.

## T

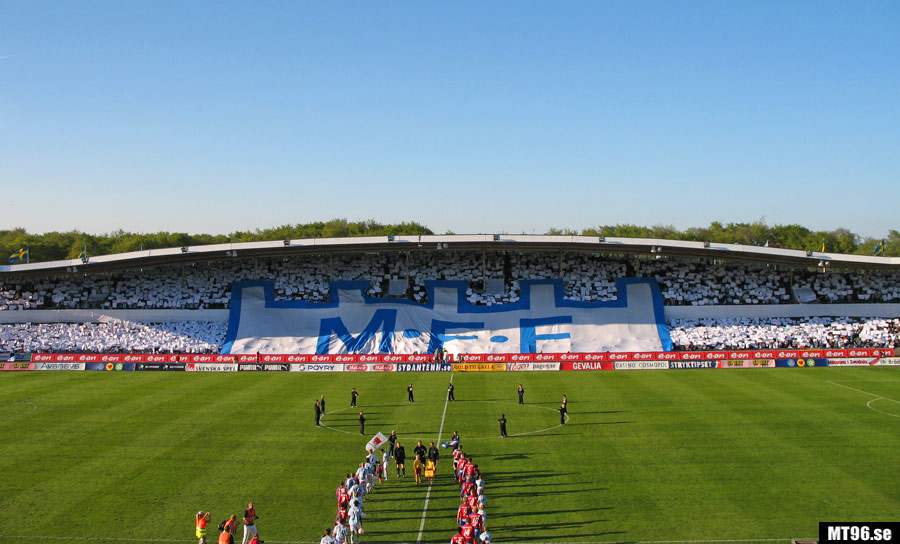
Malmö FFs supportrar gör ett tifo

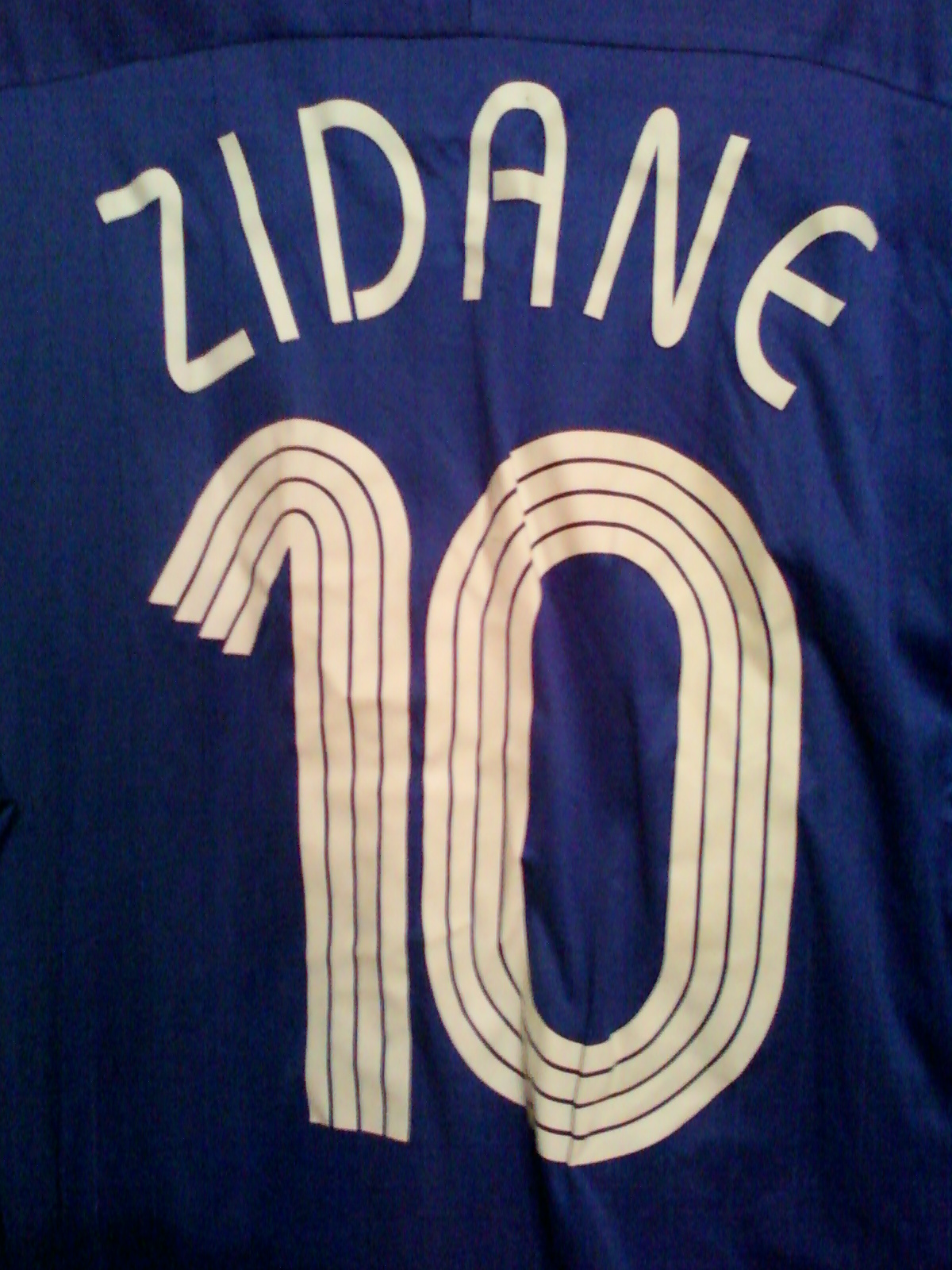
Baksidan av spelarnas tröja visar Tröjnummer

- Taktik : ett lags planerade utförande för att uppnå ett visst resultat, till exempel, hur man skall gå tillväga för att vinna en match eller ställa upp vid en fast situation. Se taktik (sport).
- Tabell : en poängtabell som rankar lagen i en fotbollsserie efter resultat, normalt i tur och ordning efter antalet poäng, målskillnad och flest gjorda mål.
- Tackling : då en spelare försöker ta bollen (tackla) av en motståndare eller avbryta hans framfart med bollen. Se tackling.
- Targetspelare : en spelare i den främre anfallslinjen i ett fotbollslag vars uppgift är att i anfallsspelet ta emot och håll bollen tills medspelarna är i position. Spelaren är den som spelarna i försvaret har som mål (target) att passa bollen till vid längre uppspel. Se target player.
- Tekniska området : det område utefter sidlinjen och vid sidan av planen där byten och liknande sker. Se tekniska området. [8]
- Testimonial match : en uppvisningsmatch till ära av en spelare i anslutning till en avslutad karriär. [40]
- Tifo : ett uttryck för de dekorationer i form av banderoller, konfetti, fyrverkeri, vimplar, flaggor och dylikt som publiken välkomnar sitt lag med då de springer in på planen. Se tifo.
- Tilläggstid : den tid som domaren adderar till den ordinarie speltiden vid varje halvleks slut för att kompensera för vissa avbrott i spelet under ordinarie speltids 45 minuter. Tilläggstiden är normalt mellan 2 och 4 minuter beroende på hur många spelavbrott det, enligt domaren, varit i halvleken.[20]
- Tillbakaspelsregeln : en regel som infördes för att snabba upp spelet. Regeln innebär att målvakten inte får använda händerna (men kan använda fötter eller huvud) för att stoppa eller fånga bollen då den spelas tillbaka av en egen medspelare.[9] Se Bakåtpassningsregel (fotboll)
- Totalfotboll : ett begrepp för den typ av fotboll som lanserades i Nederländerna på 1970-talet och där samtliga spelare deltar i anfall respektive försvarsspelet. Se totalfotboll.
- Transfer : ett begrepp för en spelarövergång, det vill säga, när en spelare flyttar från en klubb till en annan. Se Transfer (fotboll).
- Transferfönster : det tidsfönster då spelarövergångar (transfers) är tillåtna. Se Transferfönster.
- Trippeln : då en klubb vinner tre turneringar under en och samma säsong. Se trippeln.
- Tränare : den ledare i en fotbollsklubb som ansvarar för träningen. I större klubbar är det en dedikerad roll i mindre klubbar är det ofta en roll kombineras med andra roller och där tränaren och lagledaren är en och samma person. Se tränare.
- Tröjnummer : samtliga spelare i ett den laguppställning som lämnas in till domaren inför en match måste vara till delad ett för laget unikt nummer. Det numret måste även vara synligt på backsidan av spelarens tröja. Se tröjnummer
- Tunnel : när en spelare avsiktligt spelar bollen mellan motståndarens ben och springer förbi motståndaren.
- Tvåfotstackling : en form av tackling där en spelare tacklar sin motståndare med båda fötterna. Tvåfotstacklingar är oftast regelvidriga och bestraffas med gult kort. Se även dobbarna upp.
- Träram: ett vanligt uttryck för att beskriva målburens stolpar och ribba. Ursprungligen var dessa byggda av trä men är numera oftast av metall.
- Tåfjutt : en typ av spark där bollen träffas med främre delen av fotbollsskon, det vill säga tåspetsen.

## U
- UEFA : Europeiska fotbollsförbundet, se UEFA.
- Ungdomsspelare: en spelare som ännu spelar i en klubbs ungdomslag.
- Uppflyttning : när ett lag i en lägre division av fotbollsserie efter avslutad säsong hamnat på en uppflyttningsplats, en eller flera av de högst rankade platserna i tabellen, flyttas de upp till en högre division där de får spela kommande säsong. Se Uppflyttning.
- Uppgjord match : beskriver en match där resultatet misstänks vara överenskommet mellan lagen på förhand vilket är regelvidrigt. [41]
- Uppvisningsmatch : en match av uppvisning eller träningskaraktär och som inte ingår i en officiell tävling. Se träningsmatch.
- Utbytt : en spelare som byts ut under en match är utbytt och kan inte bytas in igen, se avbytare.
- Utespelare : uttryck för samtliga spelare på planen förutom målvakten. Se utespelare (fotboll)
- Utvisning : utvisning utdöms av domaren vid de grövsta regelbrotten. Domaren blåser då av spelet, visar upp ett rött kort för den tilldelade spelaren som dessutom ombeds lämna planen. Bollen placeras därefter på den punkt där regelbrottet begicks och spelet återupptas med en frispark eller straffspark åt det förfördelade laget. Se Utvisning.[19]

## V
- Varning : varning utdöms av domaren vid vissa grövre regelbrott. Domaren blåser då av spelet och visar upp ett gult kort för den bestraffade spelaren. Bollen placeras därefter på den punkt där regelbrottet begicks och spelet återupptas med en frispark åt det förfördelade laget. Se Varning.[19]
- VM: förkortning för Världsmästerskapen i fotboll. Se fotbolls-VM
- Volley: en direktspark på en mottagen boll som görs innan bollen vidrört marken. Se volley.
- Vågen : en hyllning till spelet av publiken som utförs i form av en vågrörelse. Se vågen (hyllningsgest).
- Vända: att gå från underläge till ledning.
- Vänsterback: den försvarsspelare som spelar längst ut till vänster i den bakre försvarslinjen i ett fotbollslag och vars uppgift i första hand är att försvara det egna målet. Se Vänsterback.
- Vänsterytter: den spelare vars position är längst ut till vänster i den främre anfallslinjen av ett fotbollslag och vars uppgift i första hand är att leda lagets offensiv på vänsterkanten. Se Vänsterytter.

## Y
- Ytter, ytterforward, eller ytterspelare: de anfallsspelare som spelar utefter kanten (sidlinjen) i anfallsspelet. Se Positioner i lagsporter.
- Yttersida : ett sätt att sparka bollen med utsidan av foten.

## Z
- Zonmarkering : ett system som går ut på att varje enskild försvarsspelare markerar och försvarar ett specifikt område (zon) på planen. Att jämföras med man mot man-markering där varje försvarsspelare markerar en viss spelare.

## Ä
- Äkta hat trick : då en spelare gör tre mål i följd i en och samma halvlek och utan att någon annan spelare gör något annat mål emellan några av dem. Se hat trick.

## Ö
- Övergång: en spelarövergång, det vill säga, när en spelare flyttar från en klubb till en annan. Se Transfer (fotboll).
- Övergångsumma: den summa pengar som en klubb betalar till en annan klubb och spelaren i samband med en spelarövergång.Se Transfer (fotboll).
- Överstegsfint: en avancerad dribbling där en spelare i stället för att föra bollen åt en sida med foten kliver över densamma och i stället går i motsatt riktning. Syftet är att få en försvarande motståndare att tro att man ämnar gå i en riktning och istället gå i en annan innan motståndaren hinner täcka i den riktningen.